# Praça da Liberdade (São Gonçalo)

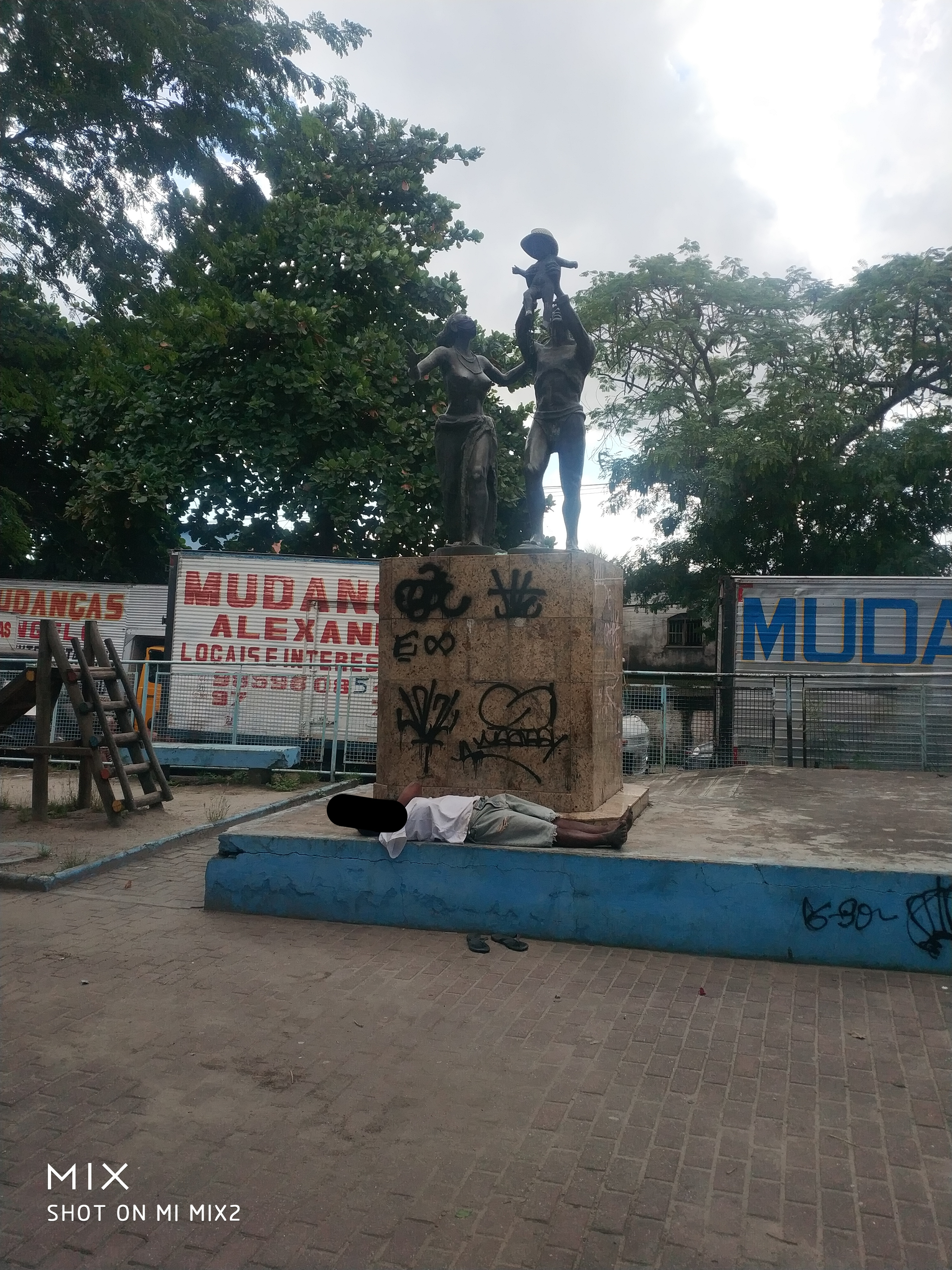

A Praça da Liberdade conhecida anteriormente como Praça de Nova Cidade na cidade de São Gonçalo foi construída durante o governo de Joaquim Lavoura e reformada por Jaime Campos, em 2004, que mudou no nome para Praça da Liberdade após as reformas projetadas por Henry Charles. Na mesma reforma foi posto o monumento.
O monumento presente na praça representa a abolição da escravatura.